# Abade (São Tomé)
Abade ist ein Ort im Distrikt Mé-Zóchi auf der Insel São Tomé im Inselstaat São Tomé und Príncipe.

## Geographie
Der Ort liegt auf einer Höhe von ca. 400 m westlich des Berggipfels des Catraio und unterhalb von Java im Tal des Rio Bomba, welcher dort in den Rio Abade mündet.